# Oldřich Buďárek
Oldřich Buďárek (* 11. März 1915; † 1957) war ein tschechoslowakischer Skispringer.

## Werdegang
Buďárek gehörte zur Olympiamannschaft der Tschechoslowakei bei den Olympischen Winterspielen 1936 in Garmisch-Partenkirchen. Im Einzel von der Normalschanze stand er nach Weiten von 59 und 62 Metern am Ende des Wettbewerbs auf dem 40. Platz. Bei der folgenden Nordischen Skiweltmeisterschaft 1937 in Chamonix erreichte Buďárek mit Sprüngen auf 56 und 62 Meter den 20. Platz.